# Faculdade de Americana
A Faculdade de Americana (FAM) é uma instituição de ensino superior privada, localizada na cidade de Americana, no interior do estado de São Paulo, Brasil. Fundada em 9 de agosto de 1999, a FAM oferece cursos de graduação presencial e a distância (EAD) e de pós-graduação.
Com mais de 6.000 alunos matriculados em 2025 e mais de 20.000 formados desde sua fundação, a FAM se destaca pela sua infraestrutura moderna, que inclui mais de 150 salas de aula, mais de 80 laboratórios e uma área construída de 100 mil metros quadrados, composta por 62 mil metros dedicados à estrutura acadêmica e 20 mil metros ao Hospital Veterinário FAM. Reconhecida por seu compromisso com a qualidade acadêmica e a inovação no ensino, a instituição é referência regional no ensino superior no interior paulista.

## Cursos
Em 2017, a FAM contava com os seguintes cursos de graduação, graduação tecnológica e técnicos:

### Graduação
Humanas
- Administração
- Ciências Contábeis
- Publicidade e Propagandal
- Relações Públicasl
- Direito
- Letras
- Pedagogia

Exatas
- Ciência da Computação
- Engenharia Ambiental
- Engenharia Elétrica
- Engenharia Produção
- Engenharia Controle e Automação
- Engenharia Mecânica
- Engenharia Civil
- Engenharia Química
- Engenharia Biomédica
- Sistemas de Informação

Saúde
- Biomedicina
- Educação Física Licenciatura e Bacharelado
- Enfermagem
- Farmácia
- Fisioterapia
- Nutrição
- Psicologia
- Medicina Veterinária
- Medicina

### Graduação Tecnológica
- Logística
- Marketing
- Tecnologia em Redes de Computadores
- Gestão de Recursos Humanos
- Design Gráfico
- Petróleo e Gás
- Gestão Financeira

### Técnicos
- Farmácia
- Análises Clínicas
- Estética
- Eletromecânica
- Automação Industrial
- Eletroeletrônica
- Nutrição e Dietética
- Segurança do Trabalho
- Química
- Comunicação Visual
- Informática